# Rosalind Franklin Award
Der Rosalind Franklin Award ist ein Preis der Royal Society für die Förderung von Frauen in Wissenschaft und Technik (Science, Technology, Engineering, Mathematics). Er ist mit 30.000 Pfund dotiert und es wird erwartet, dass die Preisträgerinnen eine Vorlesung halten und ihr Preisgeld zur Frauenförderung in MINT-Fächern einsetzen, wobei das Projekt im Vorfeld der Preisverleihung bestimmt wird. Der Preis kann sowohl an Frauen als auch an Männer gehen. Der Preis ist nach Rosalind Franklin benannt.

## Preisträger
- 2003 Susan Gibson
- 2004 Carol Robinson
- 2005 Christine Davies
- 2006 Andrea Brand
- 2007 Ottoline Leyser
- 2008 Eleanor Maguire
- 2009 Sunetra Gupta
- 2010 Katherine Blundell
- 2011 Francesca Happé
- 2012 Polly Arnold
- 2013 Sarah-Jayne Blakemore
- 2014 Rachel McKendry
- 2015 Lucy Carpenter
- 2016 Jo Dunkley
- 2017 Essi Viding
- 2018 Tamsin Mather
- 2019 Thanh Nguyen
- 2020 Julia Gog
- 2021 Suzanne Imber
- 2022 Diane Saunders
- 2023 Karen Johnson
- 2024 Jessica Wade